# Murray Favro
Murray Favro, né le 24 décembre 1940, est un sculpteur canadien  qui vit à London, en Ontario. Son travail, qui comprend le dessin, la sculpture, la performance et l'installation, incorporant souvent des projections de diapositives et de films, des effets de lumière, l'informatique et la technologie électronique. Il est associé au régionalisme londonien.

## Biographie
Le travail de Favro traite de la nature de la perception, de la réalité et de l'art lui-même, ainsi que de la présence insistante de l'environnement machine. Il est une figure importante parmi une génération importante d'artistes – dont Jack Chambers, Greg Curnoe et Ron Martin - qui sont devenus actifs dans cette ville au début des années 1960 et ont attiré l'attention nationale sous le nom de régionalisme londonien. Il est également bien connu comme membre fondateur du Nihilist Spasm Band.
Adolescent, il s'installe à Londres où, de 1958 à 1962, il étudie à la H.B. Beal Technical and Commercial School, après quoi il s'inscrit aux cours d'art spécialisés offerts à Beal (à l'époque, l'une des rares écoles de formation d'artistes au Canada). Très tôt, il a manifesté un intérêt pour les machines de toutes sortes, un intérêt encouragé par un oncle qui était bricoleur et inventeur.
Favro a commencé sa carrière en peignant des œuvres aux couleurs vives sur masonite. Une bourse du Conseil des Arts du Canada en 1970 lui a permis de se consacrer à l'abandon de la peinture pour poursuivre ses autres intérêts - guitares, machines, avions et expériences avec des images et des inventions cinématographiques. Cette année-là, il développa sa première "reconstruction projetée", dans laquelle des images sur une diapositive sont projetées sur leurs contreparties en bois, blanches, grandeur nature, leur donnant couleur, détail et identité.
Les années de formation de la pratique de Favro dans les années 1960 ont été marquées par un désir croissant d'effacer les frontières entre l'art et la vie. Contrairement à la Factory d'Andy Warhol qui a mené le mouvement  Pop Art américain de l'époque, Favro a résisté à l'image et à l'objet produits en masse. Il était plutôt déterminé à construire, voire à répliquer, ses propres " choses " à partir des matériaux disponibles, en réorientant le  ready-made et en réaffirmant la relation entre l'objet et le fabricant.
Au cours de sa carrière éclectique, il a réalisé des œuvres importantes telles que des "peintures projetées", tels que les Country Road (1971-72), Synthetic Lake (1972-73) et Van Gogh’s Room (1973-74), des reconstructions comme Sunlight on Table and Floor (1990) et Hydro Pole (1995-96), et une série de dessins et de constructions mécaniques améliorées de machines volantes, leurs pièces et outils à main, dont Sabre Jet, 55% Size (1979-83) et Air Compressor and Turbine (1996-97).
Les œuvres de Favro ont été acquises pour de nombreuses galeries publiques et d'innombrables collections privées à travers le Canada, et ont fait l'objet à deux reprises d'expositions exhaustives, organisées par le  Galerie d'Art de l'Ontario (1983) et en collaboration avec l'ancien London Regional Art and Historical Museums et la McIntosh Gallery (1998). En 1997, il a reçu le prix Gershon Iskowitz pour ses réalisations professionnelles. Il a reçu le Prix du Gouverneur général en arts visuels et en arts médiatiques en 2007. Il est membre de l'Académie Royale Canadienne des Arts.
Favro est représentée par la Christopher Cutts Gallery à Toronto.